# Paniek op de Pool
Paniek op de pool is het 16de album in de stripreeks van W817. Het scenario is geschreven door Hec Leemans en het album is getekend door Luc Van Asten en Wim Swerts. De strip werd in 2008 uitgegeven door Standaard Uitgeverij. De strip wordt aan de hand van flashbacks verteld.

## Het verhaal
Iedereen op school gaat op vakantie behalve in wijk 8 nummer 17 kunnen ze dat niet doen want ze hebben te weinig geld. Birgit heeft echter een idee. Ze kent een regisseur die figuranten zoekt. Hij wil namelijk een videoclip opnemen van een bekend liedje. Uiteindelijk lukt het Birgit om iedereen mee te krijgen. Ze hebben echter nog geen weet van de speciale locatie: de Noordpool. Wanneer het nog eens begint te stormen komen ze echt in de problemen.

## Hoofdpersonages
- Jasmijn De Ridder
- Akke Impens
- Zoë Zonderland
- Carlo Stadeus
- Birgit Baukens
- Tom Derijcke
- Steve Mertens

## Gastpersonages
- Freddy Focus
- Bobby Benny
- Trixie Trancercour

## Trivia
- Tijdens het album wordt er vaak verwezen, door de personages, naar vorige albums. Zo zegt Akke bijvoorbeeld: 'Ai, toch niet die Timo waar Steve gek op is'. Dit speelde zich echter af in het vorig verhaal: Het spook van de musical. Een prachtig bewijs dat de albums niet volledig naast elkaar geschreven zijn maar chronologisch en opbouwend.
- Het personage Trixie Trancercour is gebaseerd op de Vlaamse poolreiziger Dixie Dansercoer.
- In de strip wordt Guantanamo Bay vermeld en wordt verwezen naar de vreselijke praktijken die ze daar volgens ex-gevangenen hanteren om mensen te doen bekennen.
- Freddy focus is een personage uit de stripreeks, F.C. De Kampioenen.